# Celestia (szoftver)
A Celestia egy ingyenes GNU General Public License alatt elérhető 3D csillagászati program Windows, Mac OS X és GNU/Linux operációs rendszerekre. Készítője Chris Laurel.
A program a Hipparcos-katalóguson alapul, képes megjeleníteni objektumokat műhold nagyságtól egészen galaxis méretekig, OpenGL-t használva.  Sok más planetáriumszoftverrel ellentétben a felhasználó szabadon repülhet a világegyetemben.
A NASA és az Európai Űrügynökség is használta a Celestiát. A programot nem szabad összetéveszteni az ESA Celestia 2000 nevű, csillagászati adatokat tartalmazó katalógusával.